# 969
| Calendário gregoriano                                                        | 969 CMLXIX                                           |
| Ab urbe condita                                                              | 1722                                                 |
| Calendário arménio                                                           | 418 – 419                                            |
| Calendário bahá'í                                                            | -875 – -874                                          |
| Calendário budista                                                           | 1513                                                 |
| Calendário chinês                                                            | 3665 – 3666 Início a 22 de janeiro (aproximadamente) |
| Calendário copta                                                             | 685 – 686                                            |
| Calendário etíope                                                            | 961 – 962                                            |
| Calendários hindus - Vikram Samvat - Calendário nacional indiano - Cáli Iuga | 1024 – 1025 890 – 891 4069 – 4070                    |
| Calendário Holoceno                                                          | 10969                                                |
| Calendário islâmico                                                          | 358 – 359                                            |
| Calendário judaico                                                           | 4729 – 4730                                          |
| Calendário persa                                                             | 347 – 348                                            |
| Calendário rúnico                                                            | 1219                                                 |
| Calendário solar tailandês                                                   | 1512                                                 |

969 (CMLXIX na numeração romana foi um ano comum do século X do Calendário Juliano, da Era de Cristo, teve início a uma sexta-feira e terminou também a uma sexta-feira, a sua letra dominical foi C (52 semanas).
No território que viria a ser o reino de Portugal estava em vigor a Era de César que já contava 1007 anos.
| Ano completo                       |
| ---------------------------------- |
| Ano comum com início à sexta-feira |

## Eventos
- Fujiwara no Arihira foi nomeado Udaijin

## Nascimentos
- 9 de setembro – Olavo I da Noruega
- Guilherme V da Aquitânia m. 1030, duque da Aquitânia e conde de Poitou.